# Gleb Krzhizhanovski
Gleb Maksimiliánovich Krzhizhanovski (del ruso: Глеб Максимилиа́нович Кржижано́вский) (24 de enero de 1872 – 31 de marzo de 1959) fue un científico y estadista soviético. De ascendencia polaca (siendo la forma original de su apellido Krzyżanowski), llegó a ser miembro de la Academia de Ciencias de la Unión Soviética (1929) y Héroe del Trabajo Socialista (1957).

## Biografía
Krzhizhanovski nació en Samara (Imperio ruso) en 1872. En 1889, se trasladó a San Petersburgo, donde asistió al Instituto Tecnológico Estatal de San Petersburgo y en 1891 se introdujo en círculos marxistas. Fue amigo cercano de Lenin, con el que cofundó en 1895 la Liga de Lucha para la Emancipación de la Clase Obrera. Sus actividades con este grupo dieron lugar a su encarcelamiento en la prisión de Butyrka, donde escribió la letra en ruso de la canción revolucionaria polaca Warszawianka.
En 1904-5, participó en la organización del III Congreso del Partido Obrero Socialdemócrata de Rusia.
En 1910, supervisó la construcción de una central eléctrica cerca de Moscú y propuso la construcción de una central hidroeléctrica en Sarátov.
En 1920, fue nombrado presidente de la Comisión Estatal para la Electrificación de Rusia (GOELRÓ, en su acrónimo ruso). Lideró algunas partes del plan GOELRO y elaboró un informe de este plan en el VIII Congreso Panruso de los Sóviets, que tuvo lugar el 22 de diciembre de 1920. Encabezó el Gosplán dos veces, una entre el 13 de agosto de 1921 y el 11 de diciembre de 1923, cuando fue sucedido por Aleksandr Tsiurupa, y otra entre el 18 de noviembre de 1925 y el 10 de noviembre de 1930.
Krzhizhanovski fue elegido para la junta editorial de la Gran Enciclopedia Soviética, para la que aportó varios artículos sobre electricidad y planificación. Murió en Moscú en 1959.

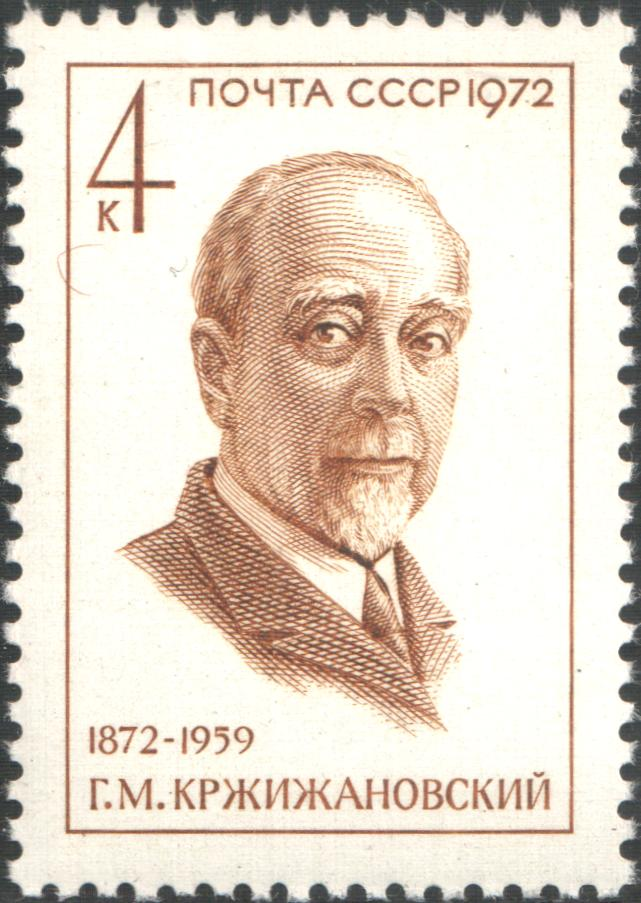
Sello soviético de 1972 que conmemora el centenario del nacimiento de Gleb Krzhizhanovski.